# Savigneux (Ain)
Savigneux és un municipi francès situat al departament de l'Ain i a la regió d'Alvèrnia-Roine-Alps. L'any 2007 tenia 1.169 habitants.

## Demografia

### Població
El 2007 la població de fet de Savigneux era de 1.169 persones. Hi havia 418 famílies de les quals 78 eren unipersonals (41 homes vivint sols i 37 dones vivint soles), 131 parelles sense fills, 193 parelles amb fills i 16 famílies monoparentals amb fills.
La població ha evolucionat segons el següent gràfic:
Habitants censats

### Habitatges
El 2007 hi havia 442 habitatges, 419 eren l'habitatge principal de la família, 19 eren segones residències i 3 estaven desocupats. 374 eren cases i 68 eren apartaments. Dels 419 habitatges principals, 307 estaven ocupats pels seus propietaris, 106 estaven llogats i ocupats pels llogaters i 7 estaven cedits a títol gratuït; 1 tenia una cambra, 23 en tenien dues, 60 en tenien tres, 118 en tenien quatre i 217 en tenien cinc o més. 360 habitatges disposaven pel capbaix d'una plaça de pàrquing. A 135 habitatges hi havia un automòbil i a 256 n'hi havia dos o més.

### Piràmide de població
La piràmide de població per edats i sexe el 2009 era:
| Homes | Edats   | Dones |
| ----- | ------- | ----- |
| 0     | 95 o +  | 0     |
| 0     | 90 a 94 | 4     |
| 8     | 85 a 89 | 4     |
| 0     | 80 a 84 | 8     |
| 16    | 75 a 79 | 12    |
| 12    | 70 a 74 | 16    |
| 16    | 65 a 69 | 32    |
| 12    | 60 a 64 | 12    |
| 8     | 55 a 59 | 8     |
| 32    | 50 a 54 | 24    |
| 48    | 45 a 49 | 32    |
| 40    | 40 a 44 | 24    |
| 48    | 35 a 39 | 52    |
| 28    | 30 a 34 | 28    |
| 28    | 25 a 29 | 24    |
| 12    | 20 a 24 | 20    |
| 44    | 15 a 19 | 32    |
| 44    | 10 a 14 | 32    |
| 12    | 5 a 9   | 48    |
| 20    | 0 a 4   | 36    |

## Economia
El 2007 la població en edat de treballar era de 753 persones, 611 eren actives i 142 eren inactives. De les 611 persones actives 575 estaven ocupades (315 homes i 260 dones) i 36 estaven aturades (14 homes i 22 dones). De les 142 persones inactives 52 estaven jubilades, 50 estaven estudiant i 40 estaven classificades com a «altres inactius».

### Ingressos
El 2009 a Savigneux hi havia 421 unitats fiscals que integraven 1.141 persones, la mediana anual d'ingressos fiscals per persona era de 19.651 €.

### Activitats econòmiques
Dels 51 establiments que hi havia el 2007, 2 eren d'empreses extractives, 1 d'una empresa alimentària, 2 d'empreses de fabricació de material elèctric, 4 d'empreses de fabricació d'altres productes industrials, 17 d'empreses de construcció, 10 d'empreses de comerç i reparació d'automòbils, 3 d'empreses de transport, 2 d'empreses d'hostatgeria i restauració, 3 d'empreses immobiliàries, 4 d'empreses de serveis, 1 d'una entitat de l'administració pública i 2 d'empreses classificades com a «altres activitats de serveis».
Dels 14 establiments de servei als particulars que hi havia el 2009, 2 eren tallers de reparació d'automòbils i de material agrícola, 1 paleta, 3 guixaires pintors, 3 fusteries, 1 lampisteria, 2 electricistes, 1 empresa de construcció i 1 perruqueria.
Dels 3 establiments comercials que hi havia el 2009, 1 era una botiga de més de 120 m², 1 una botiga de menys de 120 m² i 1 una llibreria.
L'any 2000 a Savigneux hi havia 40 explotacions agrícoles que ocupaven un total de 682 hectàrees.

## Equipaments sanitaris i escolars
El 2009 hi havia una escola elemental.

## Poblacions més properes
El següent diagrama mostra les poblacions més properes.